# Neorhaconotus cardaleae
Neorhaconotus cardaleae är en stekelart som beskrevs av Belokobylskij, Iqbal och Austin 2004. Neorhaconotus cardaleae ingår i släktet Neorhaconotus och familjen bracksteklar. Inga underarter finns listade i Catalogue of Life.